# Partecipanti alla Clàssica Comunitat Valenciana 1969 - Gran Premio Valencia 2024
Elenco dei partecipanti alla Clàssica Comunitat Valenciana 1969 - Gran Premio Valencia 2024.
La Clàssica Comunitat Valenciana 1969 - Gran Premio Valencia 2024 è stata la quarantesima edizione della corsa. Alla competizione presero parte 21 squadre: 8 con licenza UCI World Tour 2024, 8 UCI ProTeam e 5 UCI Continental Team.
Ciascuna delle squadre è composta da sette ciclisti, per un totale di 147 accreditati alla partenza.

## Corridori per squadra
Nota: R ritirato, NP non partito, FT fuori tempo, SQ squalificato
| Lotto Dstny                  | Lotto Dstny                  | Lotto Dstny                  | UAE Team Emirates     | UAE Team Emirates     | UAE Team Emirates     | Movistar Team              | Movistar Team              | Movistar Team              |
| ---------------------------- | ---------------------------- | ---------------------------- | --------------------- | --------------------- | --------------------- | -------------------------- | -------------------------- | -------------------------- |
| N°                           | Ciclista                     | Clas.                        | N°                    | Ciclista              | Clas.                 | N°                         | Ciclista                   | Clas.                      |
| 1                            | Jasper De Buyst              | 19°                          | 11                    | Igor Arrieta          | 110°                  | 21                         | Carlos Canal               | 6°                         |
| 2                            | Thomas De Gendt              | 75°                          | 12                    | Filippo Baroncini     | 42°                   | 22                         | Davide Cimolai             | 4°                         |
| 3                            | Jarrad Drizners              | 59°                          | 13                    | Mikkel Bjerg          | 27°                   | 23                         | Oier Lazkano               | 125°                       |
| 4                            | Sébastien Grignard           | 86°                          | 14                    | Rui Oliveira          | 9°                    | 24                         | Iván Romeo                 | 108°                       |
| 5                            | Arjen Livyns                 | 82°                          | 15                    | Duarte Marivoet       | 113°                  | 25                         | Javier Romo                | 107°                       |
| 6                            | Liam Slock                   | 123°                         | 16                    | Gibbe Staes           | 114°                  | 26                         | Sergio Samitier            | 105°                       |
| 7                            | Brent Van Moer               | 69°                          | 17                    | Pablo Torres          | 68°                   | 27                         | Lorenzo Milesi             | 39°                        |
| Decathlon AG2R La Mondiale   | Decathlon AG2R La Mondiale   | Decathlon AG2R La Mondiale   | Astana Qazaqstan Team | Astana Qazaqstan Team | Astana Qazaqstan Team | Groupama-FDJ               | Groupama-FDJ               | Groupama-FDJ               |
| N°                           | Ciclista                     | Clas.                        | N°                    | Ciclista              | Clas.                 | N°                         | Ciclista                   | Clas.                      |
| 31                           | Alex Baudin                  | 122°                         | 41                    | Gleb Brusenskij       | 63°                   | 51                         | Cyril Barthe               | 40°                        |
| 32                           | Sander De Pestel             | 47°                          | 42                    | Anthon Charmig        | 62°                   | 52                         | Eddy Le Huitouze           | 32°                        |
| 33                           | Pierre Gautherat             | 12°                          | 43                    | Evgenij Gidič         | 111°                  | 53                         | Quentin Pacher             | 49°                        |
| 34                           | Jordan Labrosse              | 24°                          | 44                    | Anton Kuzmin          | 121°                  | 54                         | Rémy Rochas                | 98°                        |
| 35                           | Valentin Retailleau          | 80°                          | 45                    | Daniil Marukhin       | R                     | 55                         | Marc Sarreau               | 7°                         |
| 36                           | Damien Touzé                 | 96°                          | 46                    | Alessandro Romele     | 131°                  | 56                         | Matthew Walls              | 43°                        |
| 37                           | Andrea Vendrame              | 18°                          | 47                    | Gleb Syrica           | 5°                    | 57                         | Noah Hobbs                 | 20°                        |
| Cofidis                      | Cofidis                      | Cofidis                      | Arkéa-B&B Hotels      | Arkéa-B&B Hotels      | Arkéa-B&B Hotels      | Team Jayco AlUla           | Team Jayco AlUla           | Team Jayco AlUla           |
| N°                           | Ciclista                     | Clas.                        | N°                    | Ciclista              | Clas.                 | N°                         | Ciclista                   | Clas.                      |
| 61                           | Bryan Coquard                | 2°                           | 71                    | Amaury Capiot         | 10°                   | 81                         | Dylan Groenewegen          | 1°                         |
| 62                           | Alexis Renard                | 89°                          | 72                    | Giosuè Epis           | 97°                   | 82                         | Felix Engelhardt           | 127°                       |
| 63                           | Ben Hermans                  | 104°                         | 73                    | Mathis Le Berre       | 119°                  | 83                         | Jan Maas                   | 128°                       |
| 64                           | Jonathan Lastra              | 95°                          | 74                    | Luca Mozzato          | 8°                    | 84                         | Michael Matthews           | 103°                       |
| 65                           | Stefano Oldani               | 50°                          | 75                    | Łukasz Owsian         | 74°                   | 85                         | Luka Mezgec                | 66°                        |
| 66                           | Anthony Perez                | 67°                          | 76                    | Alan Riou             | 94°                   | 86                         | Elmar Reinders             | 102°                       |
| 67                           | Ludovic Robeet               | 117°                         | 77                    | Embret Svestad        | 118°                  | 87                         | Chris Juul Jensen          | 129°                       |
| Caja Rural-Seguros RGA       | Caja Rural-Seguros RGA       | Caja Rural-Seguros RGA       | Burgos-BH             | Burgos-BH             | Burgos-BH             | Equipo Kern Pharma         | Equipo Kern Pharma         | Equipo Kern Pharma         |
| N°                           | Ciclista                     | Clas.                        | N°                    | Ciclista              | Clas.                 | N°                         | Ciclista                   | Clas.                      |
| 91                           | Orluis Aular                 | 17°                          | 101                   | Óscar Pelegrí         | 22°                   | 111                        | Miguel Á. Fernández        | R                          |
| 92                           | Tomáš Bárta                  | R                            | 102                   | Antonio Angulo        | 61°                   | 112                        | Francisco Galván           | 33°                        |
| 93                           | David Gonzalez               | 28°                          | 103                   | Mario Aparicio        | 92°                   | 113                        | Álex Jaime                 | R                          |
| 94                           | Joseba López                 | 38°                          | 104                   | Geórgios Boúglas      | 26°                   | 114                        | Eugenio Sánchez            | 79°                        |
| 95                           | Eduard Prades                | 11°                          | 105                   | Jetse Bol             | 73°                   | 115                        | Mikel Retegi               | 56°                        |
| 96                           | Michal Schlegel              | 112°                         | 106                   | Rodrigo Álvarez       | 29°                   | 116                        | Iñigo Elosegui             | R                          |
| 97                           | Gorka Sorarrain              | 81°                          | 107                   | Ángel Fuentes         | 53°                   | 117                        | Antonio Jesús Soto         | 15°                        |
| Euskaltel-Euskadi            | Euskaltel-Euskadi            | Euskaltel-Euskadi            | TotalEnergies         | TotalEnergies         | TotalEnergies         | Team Polti Kometa          | Team Polti Kometa          | Team Polti Kometa          |
| N°                           | Ciclista                     | Clas.                        | N°                    | Ciclista              | Clas.                 | N°                         | Ciclista                   | Clas.                      |
| 121                          | Andoni López                 | 120°                         | 131                   | Lucas Boniface        | R                     | 141                        | Mirco Maestri              | 45°                        |
| 122                          | Joan Bou                     | 35°                          | 132                   | Thomas Gachignard     | 65°                   | 142                        | David Martín               | 14°                        |
| 123                          | Xabier Berasategi            | 23°                          | 133                   | Émilien Jeannière     | 16°                   | 143                        | Andrea Pietrobon           | 70°                        |
| 124                          | Iker Bonillo                 | 25°                          | 134                   | Julien Simon          | 72°                   | 144                        | Giovanni Lonardi           | 13°                        |
| 125                          | Xavier Cañellas              | 30°                          | 135                   | Jason Tesson          | R                     | 145                        | Francisco Muñoz            | 58°                        |
| 126                          | Gotzon Martín                | 41°                          | 136                   | Baptiste Vadic        | 115°                  | 146                        | Manuel Peñalver            | R                          |
| 127                          | Nicolás Alustiza             | 91°                          | 137                   | Alexis Vuillermoz     | 71°                   | 147                        | Germán Darío Gómez         | 124°                       |
| Lidl-Trek Future Racing      | Lidl-Trek Future Racing      | Lidl-Trek Future Racing      | Sabgal-Anicolor       | Sabgal-Anicolor       | Sabgal-Anicolor       | Van Rysel-Roubaix          | Van Rysel-Roubaix          | Van Rysel-Roubaix          |
| N°                           | Ciclista                     | Clas.                        | N°                    | Ciclista              | Clas.                 | N°                         | Ciclista                   | Clas.                      |
| 151                          | Nils Aebersold               | 83°                          | 161                   | André Carvalho        | 51°                   | 181                        | Emmanuel Morin             | 109°                       |
| 152                          | Cole Kessler                 | 52°                          | 162                   | Frederico Figueiredo  | 88°                   | 182                        | Kenny Molly                | 93°                        |
| 153                          | Martin Pedersen              | 130°                         | 163                   | Rafael Reis           | 87°                   | 183                        | Samuel Leroux              | 100°                       |
| 154                          | Cameron Rogers               | R                            | 164                   | Oscar Moscardo        | R                     | 184                        | Jérémy Leveau              | 85°                        |
| 155                          | Kristian Egholm              | 48°                          | 165                   | Guillermo García      | 78°                   | 185                        | Maxime Jarnet              | R                          |
| 156                          | Louis Leidert                | 44°                          | 166                   | Mathias Bregnhøj      | 57°                   | 186                        | Rait Ärm                   | 46°                        |
| 157                          | Tim Torn Teutenberg          | 3°                           | 167                   | Oliver Rees           | 54°                   | 187                        | Kévin Avoine               | 77°                        |
| Illes Balears Arabay Cycling | Illes Balears Arabay Cycling | Illes Balears Arabay Cycling | Bingoal WB            | Bingoal WB            | Bingoal WB            | Nice Métropole Côte d'Azur | Nice Métropole Côte d'Azur | Nice Métropole Côte d'Azur |
| N°                           | Ciclista                     | Clas.                        | N°                    | Ciclista              | Clas.                 | N°                         | Ciclista                   | Clas.                      |
| 191                          | Julen Amezqueta              | 90°                          | 201                   | Cériel Desal          | 60°                   | 211                        | Jonathan Couanon           | 55°                        |
| 192                          | Arnau Gilabert               | 36°                          | 202                   | Johan Meens           | 76°                   | 212                        | Alexander Konijn           | R                          |
| 193                          | Unai Esparza                 | 99°                          | 203                   | Marco Tizza           | 106°                  | 213                        | Damien Girard              | 101°                       |
| 194                          | Asier Pablo Gonzalez         | R                            | 204                   | Lennert Teugels       | 116°                  | 214                        | Paul Hennequin             | 31°                        |
| 195                          | Alex Molenaar                | 34°                          | 205                   | Kenneth Van Rooy      | 21°                   | 215                        | Jean-Louis Le Ny           | 126°                       |
| 196                          | Sergi Darder                 | 37°                          | 206                   | Jelle Vermoote        | 64°                   | 216                        | Alexandre Léonien          | R                          |
| 197                          | Gonzalo Ariño                | R                            | 207                   | Loïc Vliegen          | 84°                   | 217                        | Noah Knecht                | R                          |